# НРЛ 2024.
НРЛ 2024. било је 117. издање врхунског клупског рагби 13 такмичења, у Аустралији и на Новом Зеланду.
Четврту узастопну титулу су освојили Пенрит пантерси, након што су у великом финалу победили Мелбурн сторм.

## Лигашки део такмичења

### Резултати по колима
Прво коло
- Менли Ворино Си Иглс - Саут Сиднеј рабитос 36-24
- Сиднеј рустерс - Бризбејн бронкос 20-10
- Њукасл најтс - Канбера рајдерс 12-28
- Нови Зеланд вориорс - Кронула сатерленд шаркс 12-16
- Мелбурн сторм - Пенрит пантерс 8-0
- Парамата илс - Кантербери бенкстаун булдогс 26-8
- Голд коуст титанс - Сеинт Џорџ иливара дрегонс 4-28
- Долфинс - Норт Квинсленд каубојс 18-43

Друго коло
- Бризбејн бронкос - Саут Сиднеј рабитос 28-18
- Кронула сатерленд шаркс - Кантербери бенкстаун булдогс 25-6
- Пенрит пантерс - Парамата илс 26-18
- Канбера рајдерс - Вестс тајгерс 32-12
- Норт Квинсленд каубојс - Њукасл најтс 21-20
- Мелбурн сторм - Нови Зеланд вориорс 30-26
- Менли Воринго си иглс - Сиднеј рустерс 21-14
- Долфинс - Сеинт Џорџ Иливара дрегонс 38-0

Треће коло
- Пенрит пантерс - Бризбејн бронкос 34-12
- Нови Зеланд вориорс - Канбера рајдерс 18-10
- Сиднеј рустерс - Саут Сиднеј рабитос 48-6
- Кантербери бенкстаун булдогс - Голд коуст титас 32-0
- Сеинт Џорџ илавара дрегонс - Норт Квинсленд каубојс 24-46
- Вестс тајгерс - Кронула сатерленд шаркс 32-6
- Парамата илс - Менли воринго си иглс 28-24
- Њукасл најтс - Мелбурн сторм 14-12

Четврто коло
- Сиднеј рустерс - Пенрит пантерс 16-22
- Саут Сиднеј рабитос - Кантербери бенкстаун булдогс 20-16
- Бризбејн бронкос - Норт Квинсленд каубојс 38-12
- Сент Џорџ илавара дрегонс - Менли Воринго си иглс 20-12
- Голд Коуст титанс - Долфинс 14-30
- Нови Зеланд вориорс - Њукасл најтс 20-12
- Кронула Сатерленд шаркс - Канбера рајдерс 36-22
- Парамата илс - Вестс тајгерс 16-17

Пето коло
- Мелбурн сторм - Бризбејн бронкос 34-32
- Кантербери бенкстаун булдогс - Сиднеј рустерс 30-26
- Њукасл најтс - Сент Џорџ Илавара дрегонс 30-10
- Саут Сиднеј рабитос - Нови Зеланд вориорс 4-34
- Менли Воринго си иглс - Пенрит пантерс 32-18
- Долфинс - Вестс тајгерс 26-16
- Норт Квинсленд каубојс - Голд коуст титанс 35-22
- Канбера рајдерс - Парамата илс 41-8

Шесто коло
- Њукасл најтс - Сиднеј рустерс 20-22
- Мелбурн сторм - Кантербери Бенкстаун булдогс 16-14
- Бризбејн бронкос - Долфинс 28-14
- Нови Зеланд вориорс - Менли Воринго си иглс 22-22
- Парамата илс - Норт Квинсленд каубојс 27-20
- Саут Сиднеј рабитос - Кронула Сатерленд шаркс 22-34
- Вестс тајгерс - Сент Џорџ Илавара дрегонс 12-24
- Канбера рајдерс - Голд коуст титанс 21-20

### Табела
| Табела                          | ИГ | Д  | Н | И  | ПД  | ПП  | ББ | Бод. |
| ------------------------------- | -- | -- | - | -- | --- | --- | -- | ---- |
| 1. Мелбурн сторм                | 24 | 19 | 0 | 5  | 692 | 449 | 0  | 44   |
| 2. Пенрит пантерс               | 24 | 17 | 0 | 7  | 280 | 394 | 0  | 40   |
| 3. Сиднеј рустерс               | 24 | 16 | 0 | 8  | 738 | 463 | 0  | 38   |
| 4. Кронула Сатерленд шаркс      | 24 | 16 | 0 | 8  | 653 | 431 | 0  | 38   |
| 5. Норт Квинсленд каубојс       | 24 | 15 | 0 | 9  | 657 | 568 | 0  | 36   |
| 6. Кантербери Бенкстаун булдогс | 24 | 14 | 0 | 10 | 529 | 433 | 0  | 34   |
| 7. Менли Воринго си иглс        | 24 | 13 | 1 | 10 | 634 | 521 | 0  | 33   |
| 8. Њукасл најтс                 | 24 | 12 | 0 | 12 | 470 | 510 | 0  | 30   |
| 9. Канбера рајдерс              | 24 | 12 | 0 | 12 | 474 | 601 | 0  | 30   |
| 10. Долфинс                     | 24 | 11 | 0 | 13 | 577 | 578 | 0  | 28   |
| 11. Сент Џорџ Илавара дрегонс   | 24 | 11 | 0 | 13 | 508 | 634 | 0  | 28   |
| 12. Бризбејн бронкос            | 24 | 10 | 0 | 14 | 537 | 607 | 0  | 26   |
| 13. Нови Зеланд вориорс         | 24 | 9  | 1 | 14 | 512 | 574 | 0  | 25   |
| 14. Голд Коуст титанс           | 24 | 8  | 0 | 16 | 488 | 656 | 0  | 22   |
| 15. Парамата илс                | 24 | 7  | 0 | 17 | 561 | 716 | 0  | 20   |
| 16. Саут Синдеј рабитос         | 24 | 7  | 0 | 17 | 494 | 682 | 0  | 20   |
| 17. Вестс тајгерс               | 24 | 6  | 0 | 18 | 463 | 750 | 0  | 18   |

## Завршница такмичења
- Пенрит пантерс - Сиднеј рустерс 30-10
- Мелбурн сторм - Кронула Сатерленд шаркс 37-10
- Норт Квинсленд каубојс - Њукасл најтс 28-16
- Кантербери Бенкстаун булдогс - Менли Воринго си иглс 22-24
- Кронула Сатерленд шаркс - Норт Квинсленд каубојс 26-18
- Сиднеј рустерс - Менли Воринго си иглс 40-16
- Мелбурн сторм - Сиднеј рустерс 48-18
- Пенрит пантерс - Кронула Сатерленд шаркс 26-6

Велико финале НРЛ-а 2024.
Мелбурн сторм - Пенрит пантерс 6-14

## Статистика играча
Највише поена - Валентин Холмс 246
Највише голова - Валентин Холмс 95 голова
Највише есеја - Алофијана Кан Перејира 24 есеја
Највише обарања - 1 178 Рид Махони 1 178 обарања

## Навијачи
Највећа просечна посета на утакмицама - Бризбејн бронкос 39 873 гледалаца по утакмици
| Победник НРЛ-а 2024.        |
| --------------------------- |
| Пенрит пантерси (6. титула) |